# أشيكاوا أورارا
أشيكاوا أورارا (芦川 う ら ら، من مواليد 8 مارس 2003)، لاعبة جمباز فنية يابانية مثلت اليابان في دورة الألعاب الأولمبية الصيفية لعام 2020. وهي بطلة العالم 2021 على عارضة التوازن.